# Scienze molli
In epistemologia per scienze molli (l'espressione è un calco dall'inglese soft science) si intende le forme di ricerca accademica nelle quali il rigore e l'aderenza al metodo scientifico vengono considerati superficiali, non basandosi pienamente su dati sperimentali e riproducibili in laboratorio o su dimostrazioni matematiche di tali dati. Generalmente il termine viene utilizzato in contrapposizione a "scienze dure" che invece rispondono a questi ultimi requisiti.

## Descrizione
Le forme di ricerca che si basano su congetture (talvolta definite ipotesi), sull'analisi qualitativa dei dati (contrapposta all'analisi quantitativa), o risultati sperimentali incerti vengono talvolta sarcasticamente definite scienze molli.
Nel significato più ampio possibile, anche discipline umanistiche largamente non quantitative e non sperimentali come la critica letteraria o gli studi di genere vengono catalogate come "scienze molli" qualora la materia in questione faccia riferimento a dati empirici (scientifici) come modalità di indagine generalizzata simile alla teoria scientifica.
L'epistemologia, in particolare, non è unanime nel riconoscere questa distinzione: i suoi confini variano, al di là del riconoscere un maggior livello di obiettività e di misurabilità alle scienze esatte e naturali rispetto alle scienze sociali ed umane. La stessa esistenza di una "gerarchia" nella misurabilità dei dati analizzati dipende dal campo di osservazione prescelto; quello che può apparire difetto di metodo scientifico talvolta si riscontra anche in ambiti di hard science, mentre le soft sciences possono seguire un rigore scientifico nella loro avalutatività, fino a connotare in tal senso le stesse discipline umanistiche.

## Dibattito
Approcci diversi al metodo scientifico possono distinguersi a seconda di come venga tracciata la distinzione tra scienza molle e dura. Tale questione è rilevante per gli studi di filosofia della scienza e per la sociologia della scienza (la quale studia la percezione della ricerca e dei metodi che gli scienziati hanno).
"L’opinione corrente è convinta che, se un oggetto lanciato nello spazio si comporta come si è detto o se un farmaco sortisce determinati effetti o se un calcolo stabilisce determinati rapporti, si tratti sempre di fattispecie derivanti dall’applicazione di «leggi universali» indiscutibili e corrispondenti a una realtà conforme o, almeno, compatibile con quelle «leggi». In effetti, però, non è solo l’opinione corrente a pensare così; è la stessa opinione scientifica. Quale che sia la sua coscienza epistemologica del proprio lavoro e della propria disciplina, lo studioso di queste scienze non ha, in pratica, dubbio alcuno che, verificandosi le condizioni previste, non abbia ad aver luogo l’evento di conseguenza previsto.
Ciò significa che l’operatività ha, nel caso di queste scienze, un carattere fondante anche sul piano epistemologico e gnoseologico: un carattere talmente forte che nelle sue radici, anche psicologiche, ben poco valgono a smuoverlo i dubbi e i problemi che, in sede di teoria critica della scienza, sono stati o saranno, prevedibilmente, affacciati. E da questa operatività non deriva che – come ci si attenderebbe – la scienza venga riportata al dominio della tecnica, bensì, al contrario, una più forte convinzione che sia la tecnica a dover essere totalmente assorbita nel dominio della scienza. Nulla di simile viene riscontrato nei campi delle cosiddette scienze umane, anche di quelle che presumono o affermano (sociologia, psicologia, diritto, economia...) una loro natura o ispirazione fortemente nomotetica e sistematica.
Né sociologi, né psicologi, né economisti, né giuristi, così come nessuno storico, sono in grado di prevedere non solo in maniera circostanziata (come fanno le scienze delle quali abbiamo prima parlato), bensì anche solo in maniera generale gli sviluppi e gli esiti di qualsiasi processo storico, sociale, economico. Ben più: anche quando gli esiti si sono già avuti, la possibilità e la capacità, ad esempio, dello storico di penetrarne le ragioni e di dare una ricostruzione completa degli sviluppi per cui si è giunti a quegli esiti sono possibilità e capacità largamente discutibili e discusse. Quando lo storico o il sociologo fanno previsioni o anticipano l’esito di una vicenda storica, non a caso si dice che la loro è una profezia, prodotta da un’ispirazione o da una lungimiranza particolari; nessuno – e a ragione – pensa che una tale profezia abbia i caratteri propri della previsione scientifica.
Analoga, e addirittura più forte è la differenza implicata dall’altro elemento che, come si è detto, segna, insieme con la predittività, il confine tra i due tipi di scienza di cui parliamo, e cioè la sperimentabilità. In scala naturale o ridottissima, preventivamente o posteriormente, parzialmente o totalmente, gli oggetti di studio delle scienze fisiche e naturali sono verificabili attraverso esperimenti a cui si applicano le medesime regole vigenti per esse".